# Opatija (redovnička ustanova)
Opatija je autonomna (sui juris) redovnička ustanova kojom upravlja opat ili opatica.
Hrvatski naziv izveden je iz latinskoga abbatia, što pak dolazi od riječi abbas (opat).

## Povijest
Od 4. stoljeća, s istoka se i u zapadnu Crkvu proširilo monaštvo, a monasi su živjeli bilo kao pustinjaci (samci), bilo kao cenobiti (u zajednicama). Uzdržavali su se od svoga rada i nisu imali posjede.
U ranom srednjem vijeku, razvojem feudalnog uređenja, opatije i biskupije sve su se više shvaćale kao dobra i dijelom teritorijalnog posjeda što su ga dodjeljivali vladari i vlastelini. Tada se, od 8. stoljeća, proširio i naziv opatija, a označavao je ponajprije zemljišna dobra koja pripadaju samostanu i čiji prihodi pripadaju opatu.
Protiv takvog stanja stvari pokrenuta je od 11. stoljeća monaška obnova u Opatija Cluny (tzv. klinijevska obnova, u kojoj pojedine manje opatije više nisu bile samostalne, nego podređene središnjoj opatiji stvarajući tako veću zajednicu. Usto, nastojalo se ove opatije izuzeti iz biskupske vlasti i podrediti ih izravno Svetoj Stolici, kako bi se lakše mogle oduprijeti vladarima i vlastelinima.
U to je doba naziv opatija počeo ponovno označavati skupinu samostanskih zgrada, a ne više feudalno dobro. Kroz srednji vijek opatije su često postajale sajmišta, a oko njih su se počela oblikovati naselja koja često od svoje opatije preuzimaju i ime.
I danas je autonomija jedna od bitnih značajki svake opatije. Redovnici unutar jedne opatije predstavljaju zasebnu obitelj kojom u svim pitanjima upravlja opat, u čemu mu pomaže prior ili vikar, te ostale službe, a u točno određenim slučajevima i kapitul.

## Arhitektura
Zgrade namijenjene stanovanju monaških redova u karolinškom razdoblju prerastaju u komplekse samostana, radionica, crkava, prilagođene životu izuzetno brojnih zajednica.
Opatije tada postaju složeni arhitektonski organizam u kojem, unutar zidina, a oko crkve (najčešće bazilikalnoga tipa), svoje mjesto oko klaustra nalaze stambene zgrade redovnika, koje su uključivale kapitularnu dvoranu (namijenjenu sastancima), knjižnicu, spavaonice, blagovaonicu (refektorij). Odvojene od njih nalaze se građevine određene za vršenje raznih službi: radionice, skladišta, opatov stan itd.
Prema ovom nacrtu, koji se zadržao kroz čitav srednji vijek, u svim dijelovima Europe podizane su opatije (najčešće u romaničkom i gotičkom slogu, koje su postale vjerska, kulturna, umjetnička i gospodarska središta najveće važnosti.

## Opatije u Hrvatskoj
Među nekad poznate hrvatske opatije valja ubrojiti sljedeće:
- Benediktinska opatija na Susku
- Benediktinska opatija u Osoru na Cresu
- Cistercitska opatija u Topuskom
- Cistercitska opatija u Kutjevu
- Cistercitska opatija u Zagrebu na Dolcu
- Trapistička opatija Marija Zvijezda u Banjoj Luci (Bosna i Hercegovina)

## Toponimi vezani uz opatije
- Grad Opatija
- Perivoj Opatovina u Topuskom
- Ulica Opatovina u Zagrebu (prema nekadašnjoj cistercitskoj opatiji oko crkve Sv. Marije na Dolcu
- Ulica Opatička u Zagrebu (prema krivom nazivu »opatice« za redovnice Klarise na Gornjem Gradu)
- Otok Badija (prema pučkom talijanskom nazivu »badia« (od abbazia, abbadia)